# Mick Gallagher
Michael "Mick(ey)" Gallagher (né le 29 octobre 1945 à Newcastle upon Tyne en Angleterre) est un claviériste britannique, connu pour avoir joué avec Ian Dury et The Blockheads (en) et pour ses participations à trois albums des Clash. Il joue majoritairement de l'orgue Hammond.

## Biographie
Mickey Gallagher commence sa carrière avec The Unknowns. Il joue avec The Animals en 1965, en remplacement du fondateur Alan Price. C'est alors qu'il forme The Chosen Few où il joue aux côtés d'Alan Hull (qui intègrera plus tard Lindisfarne). Il joue aussi avec Skip Bifferty (en), Peter Frampton et Cochise (en).
Sa musique est un élément important du son de Ian Dury and the Blockheads, groupe des années 1970.
Il joue sur London Calling et Sandinista!, deux albums des Clash, et apparait sur scène avec le groupe. Bien que non crédité, il joue également sur le dernier album du groupe, Cut the Crap.
Gallagher contribue à la musique des films Extremes en 1971 et After Midnight en 1990.
Il joue également sur scène avec Paul McCartney, Robbie Williams, Dave Stewart et Annie Lennox.